# 1912 в анімації

## Випущені фільми
- Січень – How a Mosquito Operates (США)
- 27 жовтня – The Cameraman's Revenge (Російська імперія)

## Народилися

### січень
- 12 січня : Сара Бернер, американська акторка (оригінальний голос Енді Панди, Чиллі Віллі, Ред у фільмах Текса Ейвері «Червона шапочка » та «Попелюшка», канарейка у «Канарці королівського розміру» та мати «Бікі-Баззарда » Ненсі у фільмі WB. мультфільм «Том і Джеррі » Baby Puss, «Тутс» у «Том і Джеррі», «The Zoot Cat and The Mouse Comes to Dinner», Джеррі Маус у «Anchors Aweigh», зробив озвучення знаменитостей у кількох Disney та Warner Bros. Мультфільми), (пом. 1969 ).

### Лютий
- 24 лютого : Їржі Трнка, чеський лялькар, ілюстратор, аніматор і кінорежисер ( «Чеський рік», «Цесарський соловей», «Князь Бая », « Старочеські легенди», «Бравий вояк Швейк», «Сон в літню ніч», «Кібернетична бабуся ») († 1969 ). ).

### квітень
- 5 квітня : Джон Ле Мезурьє, англійський актор (оповідач Бода ), (пом. 1983 ).[1]
- 7 квітня : Джек Лоуренс, американський автор пісень ( «Пітер Пен», «Спляча красуня ») (пом. 2009 ).
- 12 квітня : Ліліан Фрідман Астор, американська аніматорка ( «Брати Флейшер ») (пом. 1989 ).[2]
- 15 квітня : Лібіко Марая, італійський ілюстратор, аніматор і художник коміксів (IMA Film), (пом. 1983 ).[3]
- 16 квітня : Джон Галас, угорсько-британський аніматор, кінопродюсер і режисер ( Halas &amp; Batchelor, Animal Farm, музичний кліп на Love Is All Роджера Гловера ), (пом. 1995 ).[4]
- 17 квітня : Артур Хамберстоун, англійський аніматор і кінорежисер ( Halas &amp; Batchelor, працював над Animal Farm, Yellow Submarine, Watership Down, The Plague Dogs і The BFG ), (пом. 1999 ).
- 30 квітня : Емері Гокінс, американський аніматор ( компанія Walt Disney, Screen Gems, Волтер Ланц, Warner Bros. Мультфільми, MGM, УПА ), (пом. 1989 ).[5]

### Травень
- 2 травня : Мартен Тондер, нідерландський автор коміксів і аніматор (Toonder Animation, Als Je Begrijpt WatIk Bedeol (Дракон, якого не було чи він був?) ), (пом. 2005 ).[6]
- 11 травня : Дон Тауслі, американський аніматор ( компанія Уолта Діснея, Ханна-Барбера, Чак Джонс, фільмування ), (пом. 1986 ).[7]

### червень
- 11 червня : Джеймс Алгар, американський кінорежисер, сценарист і продюсер ( The Walt Disney Company ), (пом. 1998 ).
- 15 червня : Ерні Нордлі, американський аніматор, дизайнер анімації та художник-верстальник ( компанія Walt Disney, Warner Bros. Мультфільми, Ханна-Барбера ), (пом. 1968 ).[8][9][10]
- 23 червня : Джеррі Чінікуї, американський аніматор і кінорежисер ( Warner Bros. Мультфільми, DePatie-Freleng Enterprises ), (пом. 1989 ).
- 24 червня : Бред Кейс, американський аніматор ( Walt Disney Animation, Walter Lantz, Warner Bros. Анімація, Ханна-Барбера, ДеПаті-Фреленг, Marvel Productions ,...), (пом. 2006 ).[11]

### липень
- 5 липня :
  - Боб Матц, американський аніматор ( Warner Bros. Мультфільми, DePatie-Freleng, Peanuts specials), (пом. 2003 ).[12]
  - Мак Девід, американський автор текстів і пісень (співавтор пісень для «Попелюшки», «Аліси в країні чудес» і головної пісні до «Шоу Багза Банні» ) (пом. 1993 ).[13]
- 15 липня : Ел Бертіно, американський аніматор ( Чарльз Мінц, Walt Disney Company, UPA, Grantray-Lawrence Animation, Волтер Ланц ), (пом. 1996 ).[14]
- 17 липня : Арт Лінклеттер, канадсько-американський радіо- та телеведучий (зобразив себе в пролозі до «Снігової королеви ») (пом. 2010 ).[15]
- 23 липня : Джексон Бек, американський актор (озвучка Перрі Вайта в «Нових пригодах Супермена», лисиці в мультфільмах « Крихітка Г’юї », батька в «Маленькій Лулу», ворона Баззі в «Германі» та «Катніп», продовження голосу Блуто в створених мультфільмах «Попай »). від Famous Studios, кіт Брут у фільмі Race For Your Life, Чарлі Браун, оповідач у фільмі GI Joe: A Real American Hero (пом. 2004 ).[16]
- 26 липня : Бадді Кларк, американський співак (співак і оповідач у Melody Time ), (пом. 1949 ).[17]

### серпень
- 23 серпня :
  - Ед Бенедикт, американський аніматор, дизайнер персонажів і художник-макетувальник ( Студія Волта Діснея, Волтер Ланц, Текс Ейвері, Ханна-Барбера ), (пом. 2006 ).[18]
  - Джин Келлі, американський актор, співак, танцюрист, кінорежисер, продюсер і хореограф (танцювала з Джеррі Маусом у Anchors Aweigh, хореограф-консультант для Cats Don't Dance ), (пом. 1996 ).[19]
- 25 серпня : Тед Кі, американський аніматор/сценарист ( «Неймовірна історія Пібоді» в «Роккі та Буллвінкл ») і художник коміксів (пом. 2008 ).[20]
- 27 серпня : Сем Сінгер, американський кінорежисер і продюсер ( «Пригоди Пау Вау», «Пригоди пелікана Педді», «Бакі та Пепіто ») (пом. 2001 ).[21]

### Вересень
- 1 вересня : Майкл Ла, американський аніматор і кінорежисер ( компанія Walt Disney, працював на Tex Avery ), (пом. 1995 ).
- 5 вересня :
  - Френк Томас, американський аніматор ( Walt Disney Animation Studios ), (пом. 2004 ).[22]
  - Рей Гілберт, американський автор пісень ( «Пісня Півдня», «Три Кабальєро ») (пом. 1976 ).
- 12 вересня : Генрі Вілсон Аллен, він же Хек Аллен, американський прозаїк і аніматор ( Барні Бер, працював на Tex Avery ), (пом. 1991 ).
- 21 вересня : Чак Джонс, американський аніматор, режисер і художник ( Warner Bros. Cartoons, MGM Animation/Visual Arts, режисер анімаційних сцен у Stay Tuned і Mrs. Даутфайр, творець Timber Wolf (пом. 2002 ).[23]

### жовтень
- 5 жовтня : Райлі Томсон, американський художник коміксів і аніматор ( Warner Bros. Мультфільми, Walt Disney Company ), (пом. 1960 ).[24]
- 11 жовтня : Бетті Нойес, американська актриса та співачка (співала « Baby Mine » у «Дамбо», озвучила Леді Фіш у «Неймовірному містері Лімпеті ») (пом. 1987 ).
- 15 жовтня : Бонні По, американська актриса (продовження озвучення Бетті Буп ), (пом. 1993 ).[25]
- 31 жовтня : Оллі Джонстон, американський мультиплікатор ( Walt Disney Animation Studios ), (пом. 2008 ).[26][27][28][29]

### Листопад
- 11 листопада : Грант Сіммонс, американський аніматор ( компанія Walt Disney, Warner Bros. Мультфільми, MGM, Ганна-Барбера, УПА ) і режисер ( Містер Магу ), (пом. 1970 ).[30]
- 17 листопада : Джек Лескулі, американський актор (озвучка Каспера Печерної людини у фільмах «Даффі Дак і динозавр», Джека Банні у фільмах «Щасливий папі» та «Глупі бакалійники ») (пом. 1987 ).[31]
- 23 листопада : Джордж О'Генлон, американський актор (озвучка Джорджа Джетсона в The Jetsons ), (пом. 1989 ).

### Конкретна дата невідома
- Ленн Редман, американський карикатурист, аніматор, романіст, поет, ілюстратор, художник коміксів, карикатурист і активіст ( Warner Bros. Мультфільми, Walt Disney Company, Filmation, Hanna-Barbera ), (пом. 1987 ).[32]
- Сторм де Хірш, американський поет, кінорежисер і аніматор ( «Королева пейотів ») (пом. 2000 ).[33]

## зовнішні посилання
- Анімаційні роботи року, занесені до списку IMDb